# Trancitor

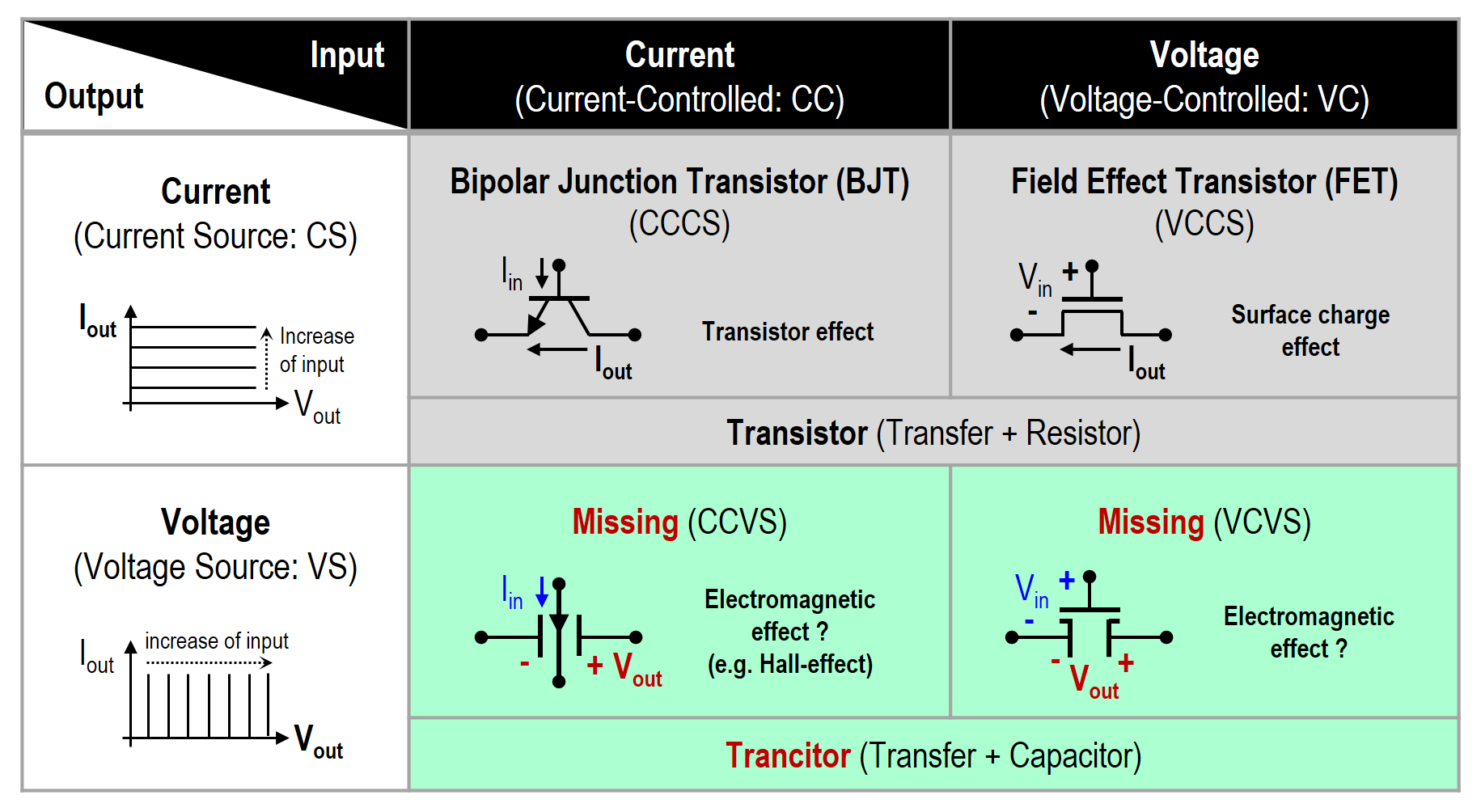
Danh sách lý thuyết các linh kiện hoạt động cơ bản được suy ra từ 4 kết hợp có thể có của dòng điện và điện áp ở đầu vào/ra tương ứng

Trancitor là tên đề xuất cho loại linh kiện bán dẫn hoạt động dựa trên chuyển đổi nguồn điện áp ngõ vào sang ngõ ra, và được đặt tên theo ghép từ của "transfer-capacitor", nghĩa chữ là "chuyển tụ điện". Nó hoạt động khác với transistor chuyển đổi dòng ngõ vào sang ngõ ra và được đặt tên theo ghép từ của "transfer-resistor", nghĩa chữ là "chuyển điện trở".
Khái quát hoạt động của linh kiện bán dẫn tích cực cho thấy còn thiếu các linh kiện hoạt động chuyển đổi nguồn điện áp, là vị trí thứ ba và thứ tư của bảng . Trong khi đó transistor lưỡng cực (BJT) và transistor hiệu ứng trường (FET), đã được phát minh và lần lượt là loại thứ nhất và thứ hai  Không giống như transistor chuyển đổi dòng điện ở đầu ra của nó (tức là nguồn dòng điện), trancitor chuyển đầu vào của nó sang điện áp ngõ ra (tức là nguồn điện áp), do đó, mối quan hệ nghịch đảo với nhau .
Thuật ngữ Trancitor và khái niệm của nó lần đầu tiên được hình thành bởi Sungsik Lee, giáo sư tại Khoa Kỹ thuật Điện tử, Đại học Quốc gia Pusan, Hàn Quốc, thông qua bài viết của mình, mang tên "Một thiết bị hoạt động bị mất tích - Trancitor cho một mô hình điện tử mới" (A Missing Active Device — Trancitor for a New Paradigm of Electronics), trong arXiv đã tải lên vào ngày 30 tháng 4 năm 2018 , và được xuất bản vào ngày 23 tháng 8 năm 2018 trên IEEE Access . Video bổ sung cũng được đăng tải . MIT Technology Review đã lần đầu tiên đánh giá báo cáo vào ngày 23 tháng 5 năm 2018, mang tên Another "Missing" Component could Revolutionize Electronics .
Kể từ đó, nó đã được chia sẻ và thảo luận bởi nhiều phương tiện truyền thông và cộng đồng internet khác 